# هارولد شيبمان
هارولد فريدريك شيبمان (بالإنجليزية: Harold Shipman) (14 يناير 1946 - 13 يناير 2004)، المعروف لعائلته وأصدقائه باسم فريد شيبمان، والمعروف إعلاميا باسم «ملاك الموت» و«الطبيب القاتل». كان طبيبًا إنجليزيًا ويعتقد أنه القاتل المتسلسل صاحب أكثر الضحايا في التاريخ. في 31 يناير 2000، وجدت هيئة المحلفين أن شيبمان مذنبًا بقتل 15 مريض كانوا تحت رعايته، ويقدر إجمالي عدد ضحاياه بحوالي 250. وحكم عليه بالسجن مدى الحياة مع التوصية بعدم إطلاق سراحه.
تم إدانة شيبمان في 215 جريمة قتل ويقدر إجمالي عدد جرائمه بـ 250. حوالي 80% من ضحاياه كانوا من النساء المسنات. وكان أصغر ضحية مؤكدة لشيبمان هو رجل يبلغ من العمر 41 عامًا، على الرغم من بعض الشكوك «الكبيرة» في أنه قتل مرضى لا تتجاوز أعمارهم أربعة أعوام.
تمت مراجعة وتعديل جزء كبير من القوانين فيما يتعلق بالرعاية الصحية والطب نتيجة لجرائم شيبمان. وهو الطبيب البريطاني الوحيد الذي أدين بقتل مرضاه، على الرغم من تبرئة أطباء آخرين من جرائم مماثلة أو إدانتهم بتهم أقل.  
انتحر شيبمان في 13 يناير 2004، قبل يوم واحد من عيد ميلاده الثامن والخمسين، بشنق نفسه في زنزانته في سجن ويكفيلد.

## النشأة والمسيرة المهنية
ولد هارولد فريدريك شيبمان في نوتنغهام، نوتنجهامشير، إنجلترا، كان الثاني من ثلاثة أطفال ل"فريدريك شيبمان" (12 مايو 1914 - 5 يناير 1985)، سائق شاحنة، و"فيرا بريتان" (23 ديسمبر 1919 -21 يونيو 1963). كان والديه من الطبقة العاملة. عندما كبر، كانت شيبمان لاعب رجبي بارع في بطولات الدوري للشباب.
اجتاز شيبمان أحد عشر عامًا إضافيًا في عام 1957، وانتقل إلى المدرسة الثانوية في نوتنغهام، التي غادرها عام 1964. وقد كان عداءً متميزًا، وفي سنته الأخيرة في المدرسة عمل كنائب قائد فريق ألعاب القوى. كان شيبمان قريبًا بشكل خاص من والدته، التي توفيت بسبب سرطان الرئة عندما كان عمره 17 عامًا. جاءت وفاتها بطريقة مشابهة لما أصبح فيما بعد طريقة عمل شيبمان الخاصة: في المراحل المتأخرة من مرضها، كانت تأخذ المورفين في المنزل من قبل الطبيب. شهد شيبمان ألم والدته ينحسر، على الرغم من حالتها النهائية، حتى وفاتها في 21 يونيو 1963.
في 5 نوفمبر 1966، تزوج شيبمان من "بريمروز ماي أوكستوبي" وأنجبا أربعة أطفال. درس شيبمان الطب في كلية الطب في ليدز، وتخرج عام 1970. بدأ العمل في مستوصف بونتفراكت العام في بونتفراكت، وفي عام 1974 تولى منصبه الأول كطبيب عام. في العام التالي، تم القبض عليه وهو يقوم بتزوير وصفات من البيثيدين لاستخدامه الخاص. تم تغريمه 600 جنيه إسترليني، وحضر لفترة وجيزة لمركز إعادة تأهيل للمدمنين في يورك. أصبح طبيبًا عامًا في مركز دونيبروك الطبي في هايد بالقرب من مانشستر، في عام 1977.
واصل شيبمان العمل كطبيب عام في هايد طوال الثمانينيات، وأسس عيادته الخاصة في عام 1993، وأصبح عضوًا محترمًا في المجتمع. في عام 1983، تمت مقابلته في فيلم وثائقي تلفزيوني بعنوان «العالم في العمل» حول كيفية علاج المرضى النفسيين في المجتمع.

## اكتشافه
في مارس 1998، عبرت ليندا رينولدز من مركز دونيبروك الطبي في هايد، مدفوعة من ديبرا ماسي من دار فرانك ماسي لخدمات الجنائز، عن مخاوفها لجون بولارد، الطبيب الشرعي في منطقة جنوب مانشستر، بشأن ارتفاع معدل الوفيات بين مرضى شيبمان. وبوجه خاص، أعربت عن قلقها إزاء العدد الكبير من أشكال حرق جثث النساء المسنات التي احتاجت إلى توقيعه. وقد عرضت هذه المسألة على الشرطة، التي لم تتمكن من العثور على أدلة كافية لتوجيه الاتهامات؛ وألقى المحققين في قضية شيبمان باللوم في وقت لاحق على الشرطة لتعيين ضباط عديمي الخبرة في القضية. بين 17 أبريل 1998، عندما تخلت الشرطة عن التحقيق، واعتقل شيبمان في نهاية المطاف، قتل ثلاثة أشخاص آخرين.
بعد عدة أشهر، اتصل سائق سيارة تاكسي بالشرطة لإبلاغهم بأنه يشتبه في أن شيبمان قد قتل 21 من مرضاه.
كانت آخر ضحية لشيبمان هي كاثلين جروندي، التي وجدت ميتة في منزلها في 24 يونيو 1998. وكان آخر شخص رآها على قيد الحياة. ووقع فيما بعد على شهادة الوفاة، مسجلاً «الشيخوخة» كسبب للوفاة. وقد شعرت ابنة جروندي، المحامية أنجيلا وودرف، بالقلق عندما أبلغها المحامي بريان بيرجيس أن والدتها قد كتبت وصية؛ كانت هناك شكوك حول صحتها. لأن الوصية استبعدت وودرف وأطفالها، لكنها تركت 386 ألف جنيه إسترليني لشيبمان. بناء على إلحاح بورجيس، ذهبت وودرف إلى الشرطة، التي بدأت التحقيق.
تم استخراج جثة جروندي، وعندما تم فحصها، تبين أنها تحتوي على آثار من الديامورفين (الهيروين)، والذي يستخدم في كثير من الأحيان كمسكن للألم لمرضى السرطان.  
زعم شيبمان أنها مدمنة، وأظهرت لهم الملاحظات التي كتبها في هذا الصدد في سجلاته الطبية المحوسبة؛ ومع ذلك، أظهر فحص جهاز الكمبيوتر الخاص بهم بأن الملاحظات قد كتبت بعد وفاتها. ألقي القبض على شيبمان في 7 سبتمبر 1998، وتبين أنه يمتلك آلة كاتبة من النوع المستخدم لصنع الوصية المزورة.
ثم قامت الشرطة بالتحقيق في حالات وفاة أخرى قام شيبمان بالتصديق عليها، وأنشأت قائمة من خمس عشرة حالة للتحقيق فيها. اكتشفوا وفاتهم بجرعات مميتة من الديامورفين، وتوقيع شيبمان على شهادات الوفاة الخاصة بهم، ثم تزوير السجلات الطبية للإشارة إلى أنهم كانوا في حالة صحية سيئة.
في عام 2000، أصدر الصحفيان براين ويتل وجان ريتشي كتاب بعنوان «وصفة للقتل»، قدموا نظريتان حول دوافع شيبمان لتزوير الوصية: بأنه أراد أن يتم القبض عليه لأن حياته كانت خارج نطاق السيطرة، أو أنه يعتزم التقاعد في سن 55 وترك المملكة المتحدة.

## المحاكمة والسجن
بدأت محاكمة شيبمان في 5 أكتوبر 1999. وقد اتهم بخمسة عشر جريمة قتل، وكل ذلك بين عامي 1995 و1998. في 31 يناير 2000، وجدت هيئة المحلفين أن شيبمان مذنب بارتكاب 15 جريمة قتل وتهمة واحدة بالتزوير. حُكم على شيبمان بالسجن 15 مرة لمدى الحياة لكل من جرائم القتل المدان بها، مع توصية بعدم الإفراج عنه مطلقًا، مع حكم بالسجن لمدة أربع سنوات بتهمة التزوير.
في 11 فبراير 2000، بعد عشرة أيام من إدانته، قام المجلس الطبي العام بشطب شيبمان من سجله. في حين كان يمكن للسلطات أن توجه العديد من التهم الإضافية، فقد خلصت إلى أنه من المستحيل عقد جلسة استماع عادلة في ضوء الدعاية الهائلة المحيطة بالمحاكمة الأصلية. علاوة على ذلك، فإن أحكام السجن الخمسة عشر لمدى الحياة الصادرة بالفعل جعلت من التقاضي الإضافي غير ضروري.
أنكر شيبمان باستمرار ذنبه، متنازعًا على الأدلة العلمية ضده. لم يصرح بأي تصريحات علنية عن أفعاله. حافظت زوجة شيبمان، بريمروز، على براءة زوجها بثبات، حتى بعد إدانته. شيبمان هو الطبيب الوحيد في تاريخ الطب البريطاني الذي أدين بقتل مرضاه. اتهم جون بودكين آدامز في عام 1957 بقتل مريض، وسط شائعات بأنه قتل عشرات آخرين على مدى 10 سنوات و «ربما قدم نموذجا يحتذى به لشيبمان». ومع ذلك، تمت تبرئته. ذكرت المؤرخة باميلا كولين أنه بسبب تبرئة آدامز، لم يكن هناك زخم لفحص العيوب في النظام البريطاني حتى قضية شيبمان.

## الوفاة
شنق شيبمان نفسه في زنزانته في سجن ويكفيلد في الساعة 6:20 صباحًا في 13 يناير 2004، عشية عيد ميلاده الثامن والخمسين، وأعلن عن وفاته في الساعة 8:10 صباحًا. وأشار بيان لخدمة السجون إلى أن شيبمان شنق نفسه من قضبان نافذة زنزانته باستخدام ملاءات السرير.
لم يتم إثبات دافعه للانتحار، على الرغم من أنه أخبر ضابط المشرف عليه أنه يفكر في الانتحار لضمان الأمن المالي لزوجته بعد منعه من معاش الخدمة الصحية الوطنية التقاعدي. حصلت زوجته على معاش كامل من الخدمة الصحية الوطنية؛ لم يكن لها الحق في ذلك لو كان شيبمان قد عاش 60 عامًا. بالإضافة إلى ذلك، كان هناك دليل على أن زوجته، التي احتجت باستمرار على براءته على الرغم من الأدلة الدامغة، قد بدأت في الاشتباه في ذنبه.
خلال هذه الفترة، وفقًا لزميل زنزانة شيبمان، تلقى رسالة من زوجة شيبمان تحثه على «أخبارها بكل شيء، بغض النظر عن أي شيء.» وجد في تحقيق في عام 2005 أن انتحار شيبمان «لم يكن من الممكن التنبؤ به أو منعه»، ولكن مع ذلك يجب إعادة النظر في الإجراءات.

## روابط خارجية
- هارولد شيبمان على موقع IMDb (الإنجليزية)
- هارولد شيبمان على موقع الموسوعة البريطانية (الإنجليزية)
- هارولد شيبمان على موقع إن إن دي بي (الإنجليزية)
- هارولد شيبمان على موقع قاعدة بيانات الفيلم (الإنجليزية)